# Endoterm reakció
A termokémiában endoterm reakciónak nevezzük a hőfelvétellel járó kémiai reakciókat. Az endoterm reakciók az endergonikus reakcióknak egy speciális típusa, azaz itt a reakció a végbemeneteléhez szükséges energiát hőenergia formájában veszi fel a rendszer a környezetétől.
A szó a görög endon (ἔνδον = benn, belül) és thermosz (θερμός = meleg) összetételéből származik.
Az endoterm reakciók során hőfelvétel történik, és ezáltal a környezet lehűl. Tehát a hőenergia a környezetből a rendszer felé áramlik.
Az elnyelt hő átalakul a rendszer belső energiájává, tehát a rendszer egy magasabb, instabilabb energiaállapotba kerül. A bekövetkezett entalpiaváltozás:  ΔH>0.
Az elnyelt hőmennyiséget feltüntethetjük, negatív előjellel a reakciótermékek között: : Q<0 .
Endoterm reakciók a hőbontási reakciók (mészégetés, az alkánok krakkolása). 
Például a mészégetés:
CaCO3(s) → CaO(s) + CO2(g) + Q             (ΔH > 0)
A reakció során képződő hőt pozitív előjellel kell jelölni, mivel a rendszer energiája növekszik.
Az ezzel ellentétes folyamat az exoterm reakció.
[A kálium-nitrát oldódása vízben egy endoterm fizikai folyamat, melynek során a víz lehűl.]